# John Perdomo
John Edinson Perdomo Horta (* 17. Mai 1993) ist ein kolumbianischer Fußballschiedsrichter.
Perdomo ist seit Januar 2019 Schiedsrichter in der ersten kolumbianischen Fußballliga.
Seit 2019 steht Perdomo als Videoschiedsrichter auf der Liste der FIFA-Schiedsrichter und ist an der Spielleitung internationaler Fußballpartien beteiligt. Er war als Videoschiedsrichter bei der U-17-Weltmeisterschaft 2023 in Indonesien im Einsatz.